# Rumst
Rumst (ortografia antiga: Rumpst) é um município da Bélgica localizado no distrito de Antuérpia, província de Antuérpia, região da Flandres.
Desde 1976, o município não só compreende Rumst, mas também as cidades de Reet (ortografia antiga: Reeth) e Terhagen, que eram municípios independentes antes. Indústrias em Rumst, como "Boom", foi fortemente centrada em torno da produção de produtos cerâmicos como tijolos. Esta indústria tem praticamente desaparecida depois de 1970.
Em 1 de janeiro de 2006, Rumst tinha uma população total de 14.628 habitantes. Sua área total é de 19,90 km² e uma densidade populacional de 735 habitantes por km².